# Abel (biblische Person)

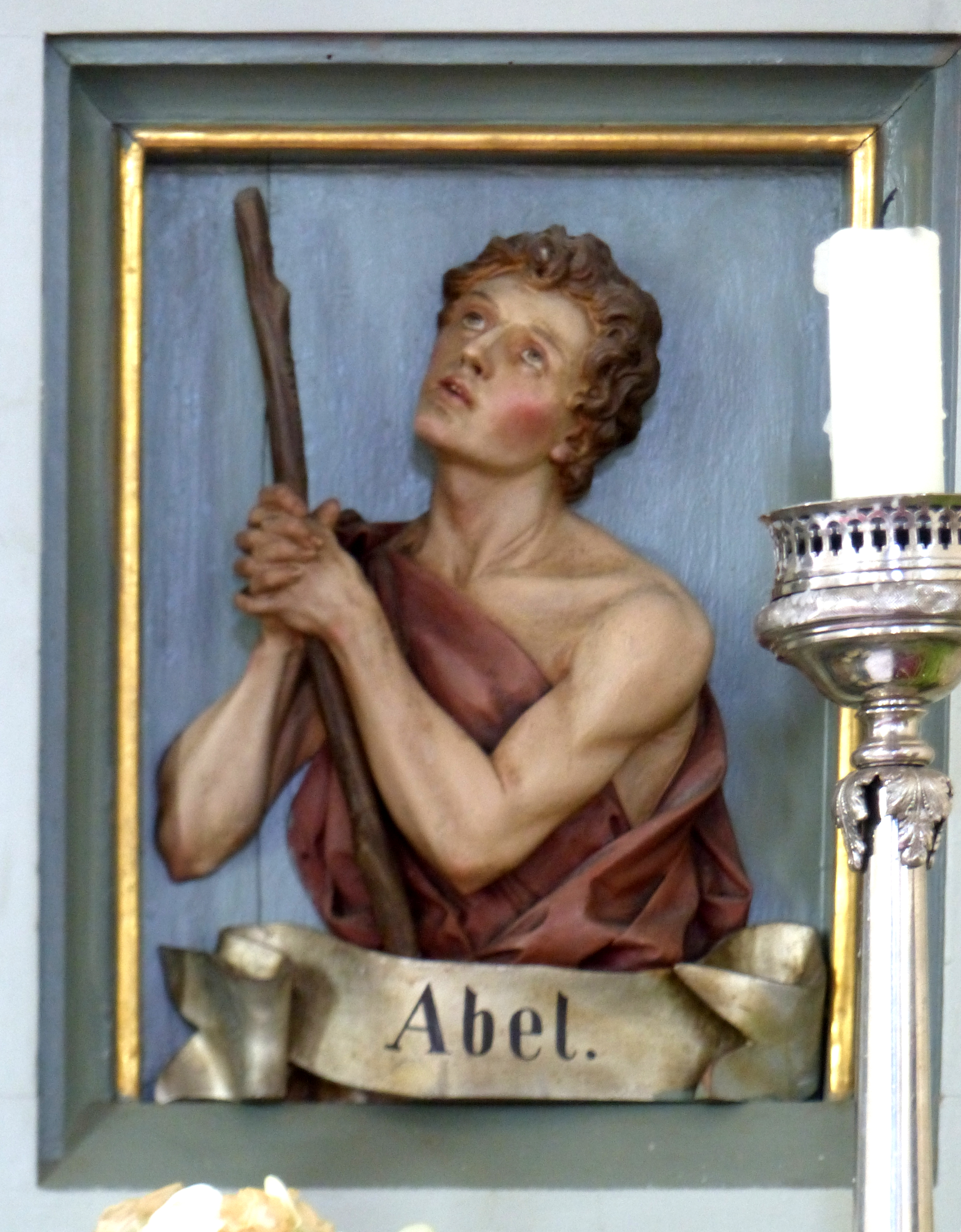
Abel, Hochaltar der Pfarrkirche Gastern

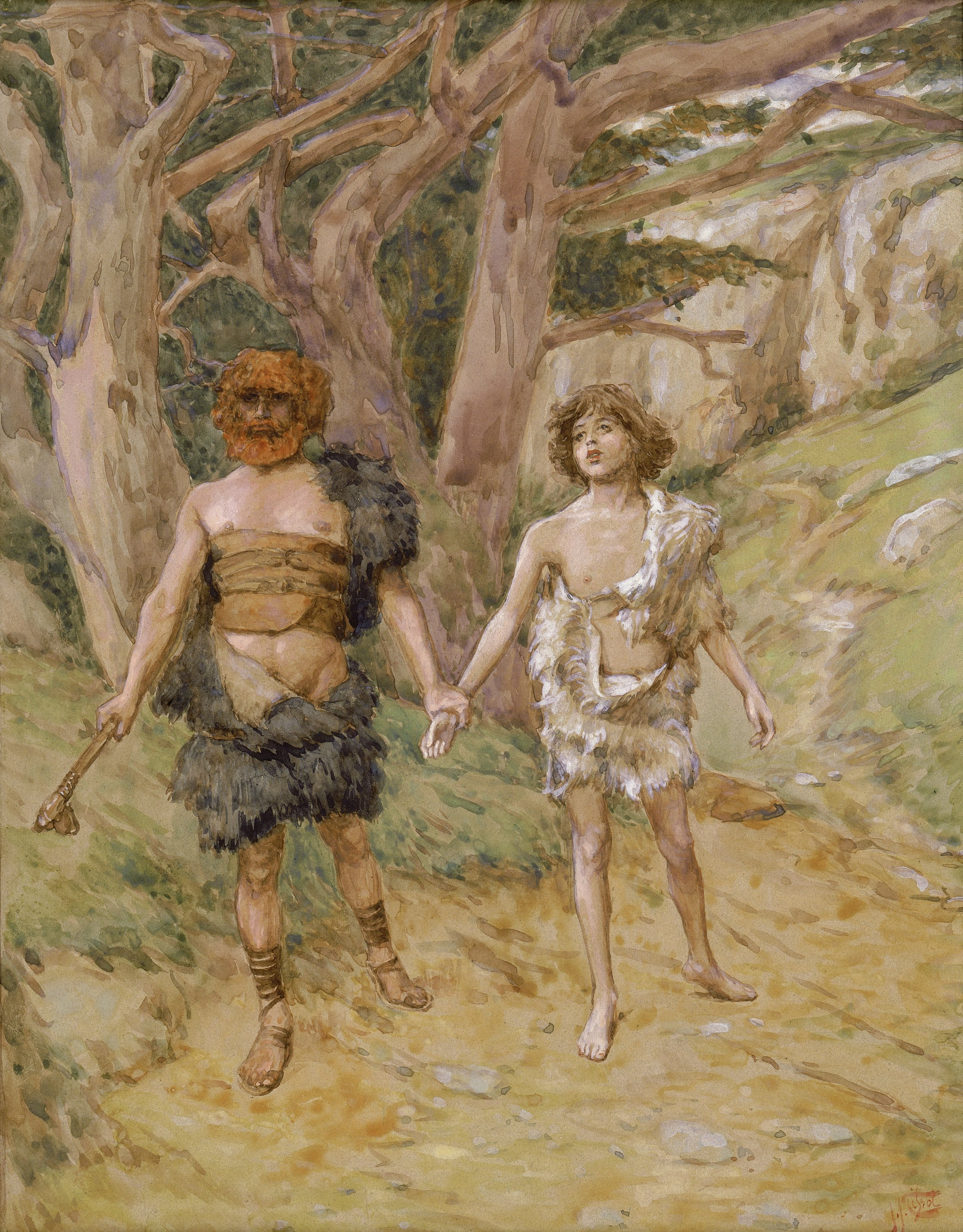
Kain führt Abel zum Tod von James Tissot

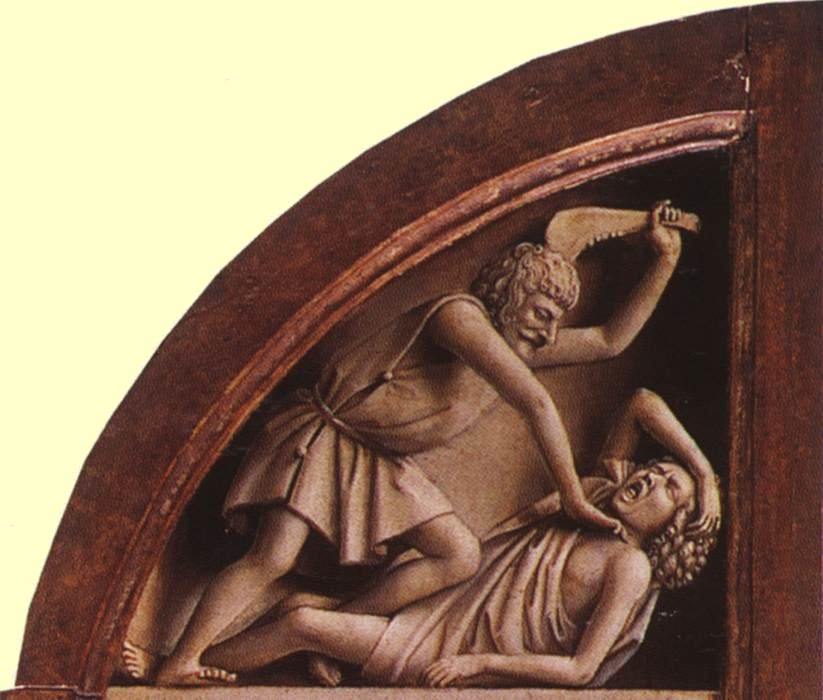
Die Ermordung Abels durch Kain als Gemälde von Jan van Eyck auf dem Genter Altar.

Abel (hebräisch הֶבֶל hæwæl; arabisch هابيل, DMG Hābīl) ist im Alten Testament und im Koran der zweite Sohn Adams und Evas. Er wurde von seinem älteren Bruder, dem Ackerbauern Kain, aus Neid und Eifersucht erschlagen, da Gott das Opfer des Hirten Abel den geopferten Feldfrüchten Kains vorzog (Gen 4,1–16 ; Sure 5:27–31).

## Etymologie
Der hebräische Name הֶבֶל hævæl bedeutet übersetzt „Hauch“, was einerseits als „Lufthauch“, andererseits im übertragenen Sinne als „Vergänglichkeit“ übersetzt wird. Mit seiner Konstellation aus weichen Konsonanten und einer entsprechenden Vokalschwäche, handelt sich bei dem Wort um eine onomatopoetische Wortbildung. Das Wort bezeichnet im Alten Testament häufig die Vergänglichkeit des Menschen und ist somit schon eine Anspielung auf die kurze Lebensdauer Abels und eine Geringschätzung seiner Existenz.
In der Septuaginta wird der Name mit Αβελ Abel, in der Vulgata mit Abel wiedergegeben.

## Weitere biblische Erwähnungen
Weitere Erwähnung in der Bibel gibt es in Mt 23,35 , Hebr 11,4 ; 12,24  und 1 Joh 3,12 . In den Apokryphen des alten Testaments findet sich Abel auch unter dem Namen Amilabes. In der Buber-Rosenzweig-Übersetzung lautet sein Name Habel.
Das Motiv des Bruderzwistes (Zwei-Brüder-Motiv) tritt hier erstmals auf und zieht sich weiter durch die Literatur (siehe z. B. Jakob und Esau).

## Interpretationen
Die Geschichte von Kain und Abel gehört zum vorpriesterlichen Überlieferungsstrang, der die Auflehnung der Menschheit gegen Gott beschreibt und ihr den Anfang der Heilsgeschichte entgegensetzt. Die Erzählung vom Brudermord folgt dabei auf Adams und Evas Essen der verbotenen Frucht im Paradies. Auf die größte Sünde – den grundsätzlichen Bruch mit Gott – folgt der „soziale Sündenfall“, der das Gemeinschaftsverhältnis der Menschen untereinander betrifft und sich in Neid, Hass, Heuchelei und der Gewalt als Mittel der Selbstbehauptung äußert.
Die Erzählung vom Brudermord ist nicht im psychologischen Sinne als „Geschwisterstreit“, sondern parabolisch auf Grundlinien des menschlichen Daseins hin zu verstehen: Der Erzähler der Urgeschichte möchte nicht berichten, was in einer zweiten Menschengeneration geschieht, sondern zeigt eine weitere Seite der einen Menschheit auf, die mit Adam und Eva entstand, und beschreibt das „Herausfallen der Menschheit aus der Linie der gottgewollten Entfaltung“ (vgl. auch Gen 2 ) im Verlauf der Geschichte. Zudem weist die Erzählung darauf hin, dass nicht nur Adam, sondern auch Kain und Abel „Mensch“ sind. Adam steht dabei für den Menschen, der von Gott geschaffen und zu einem Leben unter Gottes Führung bestimmt, jedoch anfällig für das Böse ist. Kain symbolisiert den Sünder, Abel steht für die Tatsache, dass der Mensch auch durch sein geringes Ansehen zum Opfer von Gewalt und Missachtung seiner Würde und Rechte wird.
Die Berufe von Kain (Ackerbauer) und Abel (Hirte) entsprechen kulturgeschichtlich den beiden Grundberufen der Menschheit, sind hier typologisch zu verstehen und weisen auf den nachfolgenden Konflikt hin: Als Ackerbauer ist für Kain der Lebensraum entscheidend, Abel als Hirte zeigt die „Wanderexistenz“ des Menschen, der Gottes Führung zugeordnet ist. Auch als Repräsentanten unterschiedlicher Kulturstufen kann man die Brüder ansehen. Dass sie Gott nicht gemeinsam durch Opfer danken können, ist ein beunruhigendes Zeichen. Auch in den Opfergaben zeigt sich die unterschiedliche Einstellung gegenüber dem Schöpfergott. Lediglich Abels Opfer wird als בְּכֹרוֹת bəkōrōt („Erstgeborene“, „Erstlinge“) benannt. Damit erkennt er an, dass alles, was ihm gehört, eine Gabe Gottes ist. In Bezug auf Kains Opfer fehlt die Klassifizierung als Erstlingsgabe und damit der Aspekt der ganzheitlichen Übereignung an Gott.
Zwar wird hervorgehoben, dass Abels Opfer bei Gott Wohlgefallen auslöst, während er Kains Opfer nicht ansieht. Dies impliziert jedoch nicht die Verwerfung Kains.
Kain erträgt diese Ungleichheit nicht. Trotz Gottes Warnung schlagen sein Neid und sein Zorn in Gewalt um, und er tötet seinen Bruder (Gen 4,5–8 ). Hier zeigt sich bereits, dass Neid eine Wurzel sozialer Unruhen und skrupelloser Konkurrenz unter Menschen und Völkern ist.
Gott tritt als Anwalt Abels mit einer schuldaufdeckenden Frage an Kain heran, der seine Tat infolge seiner Verhärtung in der Sünde leugnet und Gott verspottet. Die Anmerkung, dass Abels Blut zum Himmel schreit, ist ein Hinweis auf das Blut als Sitz des von Gott verfügten Lebens, das den Gott des Lebens zur Ahndung auffordert.
Das Strafurteil ergeht – anders als bei Adam und Eva – in Form des Fluches gegen den Menschen. Somit beginnt die außerordentliche Möglichkeit des Lebens unter dem Fluch. Gen 4,11  ist die einzige Stelle im Alten Testament, in der Gott einen Menschen verflucht. Der Fluch zeigt sich in Form des Ausgestoßenseins aus der Gemeinschaft mit Gott und anderen Menschen. War Kain zuvor auf das Land als Lebensraum angewiesen, ist er nun zu einer wurzellosen Existenz gezwungen. Das Zeichen, das er von Gott erhält, ist nicht als Erkennungszeichen, sondern als Siegeszeichen Gottes zu verstehen, der dem Sünder zugewandt bleibt und ihm einen Raum für die Umkehr zuweist. So wird der hoffnungslose Fluch in eine Strafe, also eine Lage mit Hoffnung verwandelt. Erkennbar ist, dass Gott – trotz der Trennung des Menschen von Gott und des sozialen Sündenfalls – den von ihm geschaffenen Menschen treu bleibt.
Gelegentlich wird Abel als erster Märtyrer verstanden, da er als unschuldig Ermordeter zum Repräsentanten der von der Welt gehassten und verfolgten Gemeinde wird.

## Legendarisches
Der Legende nach soll die Bluttat Kains in einer Grotte an dem Berg Jabal Arbain, nordwestlich von Damaskus (Syrien), geschehen sein, wo sich aus diesem Grund heute eine kleine Moschee befindet. Das angebliche Grab Abels befindet sich an der heutigen, die Länder Syrien und den Libanon verbindenden Autobahn zwischen Damaskus und Beirut, ca. 30 km vom Jabal Arbain entfernt.
Auf das Vorbild Abels berief sich nach Angaben des Kirchenvaters Augustinus die frühchristliche Gruppierung der Abeliten.